# 99 (عدد)
99 (تسعة وتسعين) هو عدد طبيعي يلي العدد 98 ويسبق العدد 100.
هو حاصل مكعب أربع أرقام صحيحة متوالية ({\displaystyle 99=64+27+8=4^{3}+3^{3}+2^{3}}).

## العلوم
الرقم الذري لعنصر الأينشتاينيوم.

## الإسلام
- ذكر الرقم تسع وتسعون في القرآن مرة واحدة، في الآية القائلة: ﴿إِنَّ هَذَا أَخِي لَهُ تِسْعٌ وَتِسْعُونَ نَعْجَةً وَلِيَ نَعْجَةٌ وَاحِدَةٌ فَقَالَ أَكْفِلْنِيهَا وَعَزَّنِي فِي الْخِطَابِ ۝٢٣﴾ [ص:23].[1]
- أسماء الله الحسنى تسع وتسعون اسماً كما ورد في حديث عن نبي الإسلام محمد: «إن لله تسعة وتسعين اسما، مائة إلا واحدا، من أحصاها دخل الجنة».[2]